# 墨脱樫木
墨脱樫木（学名：Dysoxylum medogense）为楝科樫木属下的一个种。

## 扩展阅读
- 維基物種上的相關：墨脱樫木